# Carsia pruinaria
Carsia pruinaria là một loài bướm đêm trong họ Geometridae.